# Augusta Bernard
Pour les articles homonymes, voir Bernard (patronyme).
Augusta Bernard, aussi connue sous le nom Augustabernard, née le 12 septembre 1886 à Biarritz et morte le 7 mai 1950 à Pau, est une créatrice de mode française, célèbre pour ses longues robes de soirée néoclassiques[pas clair]. Elle a dirigé un atelier au 3, rue du Faubourg-Saint-Honoré, à Paris, jusqu'en 1934.

## Biographie

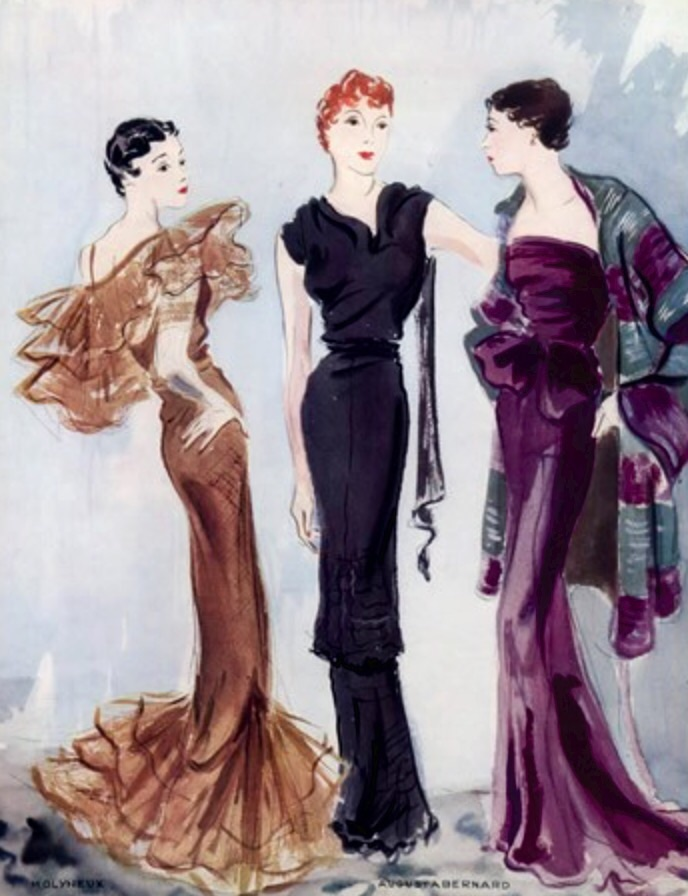
Trois robes dessinées par Augusta Bernard

Fille d'Auguste Alexandre Bernard, tailleur, et Victoire Lajus, tailleur en robes, son épouse, Augusta Victoria Bernard naît à Biarritz en 1886,. Son père meurt prématurément, à l'âge de 30 ans en 1889, quelques mois avant la naissance de sa sœur.
Augusta Bernard commence sa carrière en copiant les créations d'autres couturiers. Après avoir ouvert un atelier à Biarritz, elle s'installe à Paris en 1922, y établissant un atelier l'année suivante. Elle se spécialisée dans la création de longues robes de soirée de couleur pâle, souvent coupées en biais (en). Afin d'obtenir une asymétrie, les dessins simples et sans ornement sont souvent assemblés au coup par coup.
Augusta Bernard devient de plus en plus connue au fil des ans, surtout dans les années 1930 après que la marquise de Paris, l'une des femmes les mieux habillées de France, a remporté le concours d'élégance de Saint-Moritz dans la robe du soir en lamé argent qu'elle lui a conçue. Son salon de la rue du faubourg-Saint-Honoré est devenu populaire, non seulement auprès des Françaises intéressées par la haute couture, mais aussi auprès des Américaines. En 1932, Vogue présente une photographie d'une de ses robes de soirée néoclassiques, qui a été choisie comme la plus belle robe de l'année. Une de ses robes les plus prestigieuses, et l'une de ses toutes dernières, est une robe en tulle ivoire qu'elle a créée à l'automne 1934, considérée par Patricia Mears, directrice adjointe du musée du Fashion Institute of Technology, comme son magnum opus.
Avec le début de la Grande Dépression, ses clients ont de plus en plus de difficultés à payer leurs factures. En conséquence, elle ferme son salon en 1934 et prend sa retraite.
Elle meurt en 1950 à Pau.

## Collections
- Philadelphia Museum of Art[9]